# Église Sainte-Eulalie de Cauzac
L'église Sainte-Eulalie est une église catholique située à Cauzac, en France.

## Localisation
L'église est située dans le département français de Lot-et-Garonne, sur le territoire de la commune de Cauzac, dans le vallon du ruisseau de Sainte-Eulalie, près du château de Cauzac.

## Historique
L'église a été construite au XIIe siècle à partir d'un sanctuaire datant du XIe siècle.
La nef a été voûtée d'ogives à liernes et tiercerons au XVe siècle. 
L'église a été éprouvée pendant les guerres de religion. 
Après sa visite de 1595, Nicolas de Villars la trouve assez entière. Dans le procès-verbal de 1681, l'évêque Jules Mascaron indique que sainte Eulalie est la patronne de cette paroisse et que saint Orens en a été le premier titulaire. Dans le propre du diocèse de 1724, sainte Eulalie qui est qualifiée de titulaire. De temps immémorial et de nos jours, on a célébré la fête de l'église le 1er mai qui est la fête de saint Orens.
L'église est remaniée au XVIIe siècle. 
Les voûtes de la nef ont été restaurées en 1870.
L'édifice est inscrit au titre des monuments historiques le 30 juin 2000.